# Желтоголовый трупиал
Желтоголовый трупиал (лат. Xanthocephalus xanthocephalus) — вид воробьинообразных птиц из семейства трупиаловых (Icteridae), выделяемый в монотипический род Xanthocephalus. Этот вид распространён в Северной Америке, а также и в Центральной Америке (Мексика, Панама, Сен-Пьер и Микелон, Багамские острова), но в Центральной Америке, как и в Гренландии, является залётной. Длина тела — 22,5—28 см.
Оперение самцов чёрное с ярко-жёлтым оперением головы и груди; на лицевой стороне есть, как бы, маска из чёрных перьев, расположенных от основания клюва и вокруг глаз; на крыльях имеются белые пятна.